# Boulevard Pasteur (Paris)
Pour les articles homonymes, voir Boulevard Pasteur.
Le boulevard Pasteur est une voie située dans le quartier Necker du 15e arrondissement de Paris.

## Situation et accès

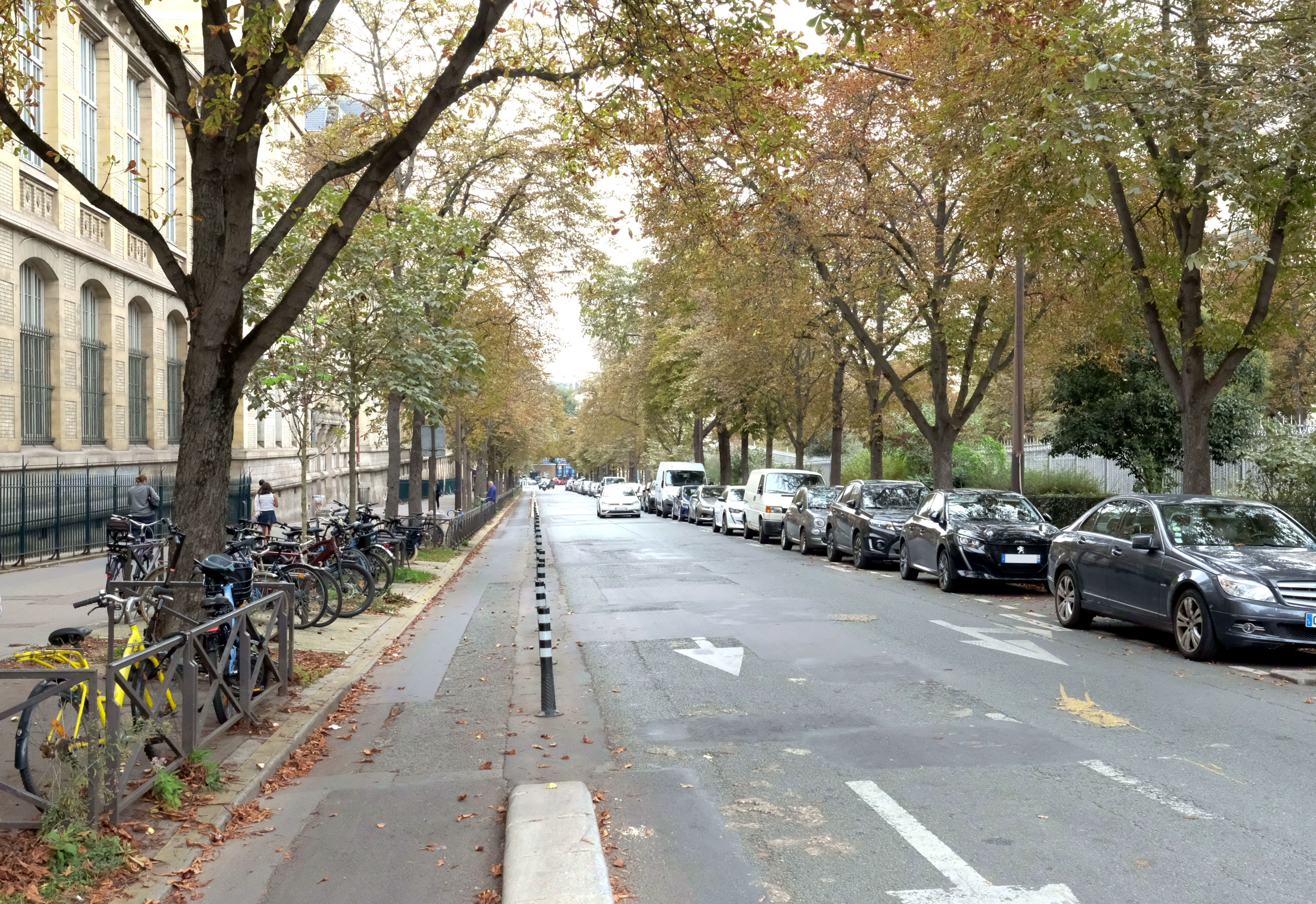
Le boulevard Pasteur au niveau de la station de métro Pasteur.

Le boulevard commence à hauteur du 165, rue de Sèvres, à l'angle de la rue Lecourbe, pour finir place des Cinq-Martyrs-du-Lycée-Buffon.
Située en début de boulevard, la place Henri-Queuille fait office de parvis pour l'immeuble qui héberge les structures Nespresso France depuis 2011 et le groupe Pasteur Mutualité.
Entre les stations Sèvres - Lecourbe de la ligne 6 et Pasteur des lignes 6 et 12, c'est-à-dire entre les rues Lecourbe et de Vaugirard, le terre-plein central séparant les deux voies de circulation est occupé ou surplombé par le viaduc du métropolitain (ligne 6).
Entre la rue de Vaugirard et les rues du Docteur-Roux et Edmond-Guillout, ce terre-plein central prend le nom de place Jacques-et-Thérèse-Tréfouël en 1987,.
À l'ouest, le boulevard Pasteur est prolongé par le boulevard Garibaldi et le boulevard de Grenelle.

## Origine du nom

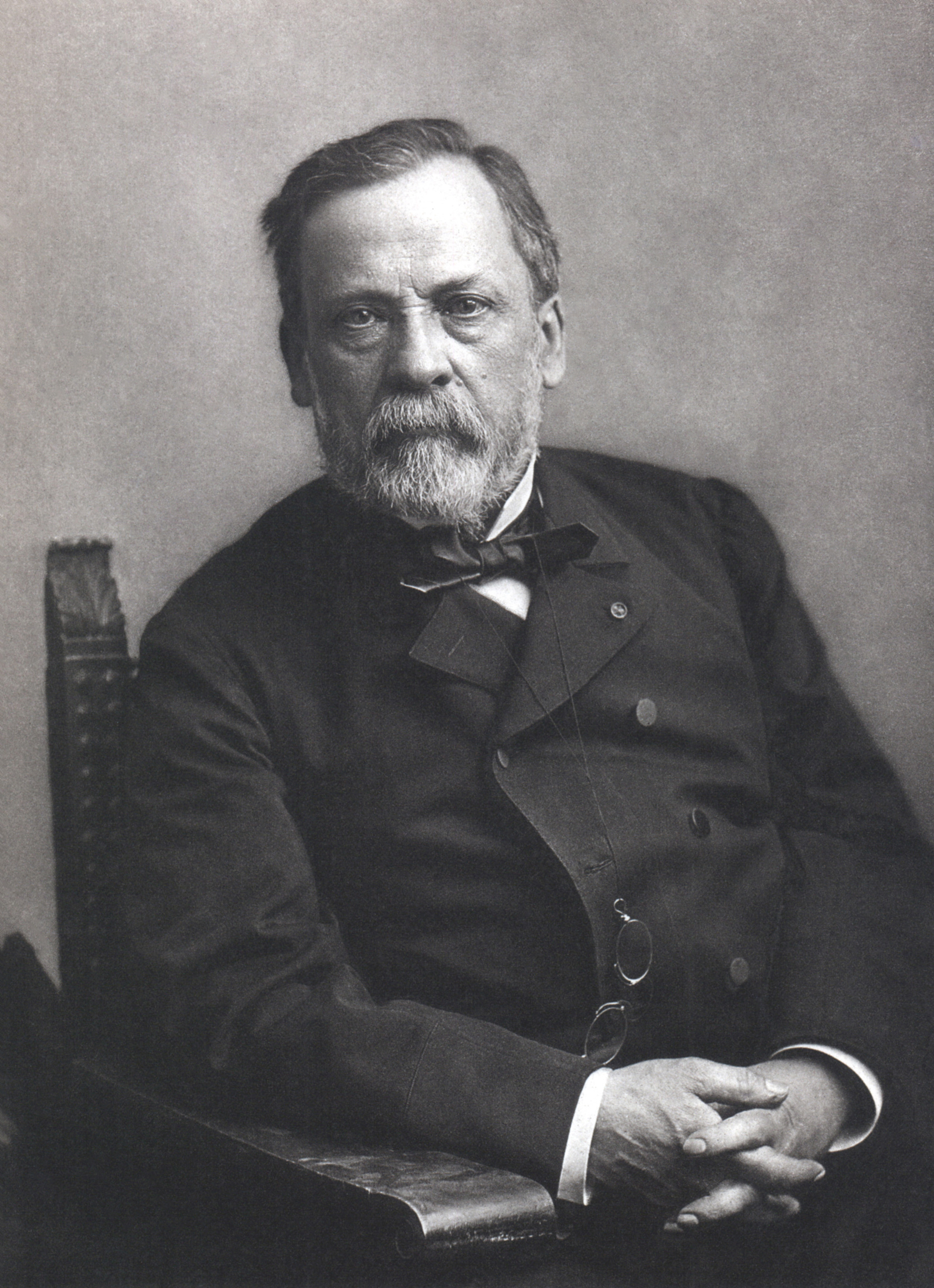
Louis Pasteur, par Nadar.

Le nom de la rue fait référence à Louis Pasteur (1822-1895), scientifique français, chimiste et physicien, inventeur de la vaccination contre la rage et les maladies charbonneuses.

## Historique

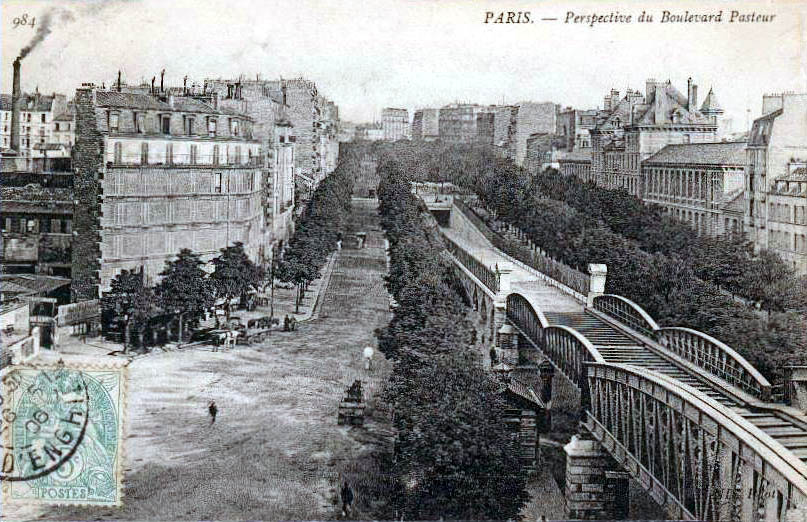
Les travaux de construction de la ligne 6 du métro de Paris, au début du XX.

Créée par décret du 23 mai 1863 de l'ancienne commune de Vaugirard, la voie est nommée « boulevard Pasteur » par arrêté du 28 juillet 1896.
Avant son changement de nom, cette artère prolongeait le boulevard de Vaugirard dont il subsiste un tronçon qui débouche gare Montparnasse. Le sculpteur Rodin eut longtemps son atelier au 28 de l'actuel boulevard Pasteur où, depuis, a été construit l'hôtel Le Meditel appartenant au groupe Pasteur Mutualité.
Le 11 mars 1918, durant la Première Guerre mondiale, le no 50 boulevard Pasteur est touché lors d'un raid effectué par des avions allemands.
En 2016, le journal Le Parisien annonce le remplacement de l'austère propriété du groupe Pasteur Mutualité de 8 000 m2, qui représente une institution dédiée depuis 150 ans aux professionnels de la santé par un ensemble immobilier intitulé « Villa M ».

## Bâtiments remarquables et lieux de mémoire
Une plaque commémorative en hommage au résistant Pierre Rossari, tué pendant la Libération de Paris en 1944, est apposée sur un pilier du viaduc de la station de métro Sèvres - Lecourbe, face à l'entrée de la rue Lecourbe,.
- No 16 : lycée Buffon. Emplacement du cimetière de Vaugirard de 1784 à 1856, puis dépôt de pavés jusqu’en 1887[10].
- No 23 : domicile entre 1925 et 1935 du peintre russe Ivan Bilibine et sa femme, la peintre et céramiste, Alexandra Chtchekana-Pototskaïa.
- No 31 : lycée Fresnel[11].
- No 50 : une plaque rend hommage au résistant intitulée « Ici est tombé pour la Libération de Paris le 24 août 1944 Louis Baron 39 ans » est apposée sur le mur[12],[13].
- No 32 : hôtel Innova où, entre 1938 et 1939, la poétesse russe Marina Tsvetaïeva loua une chambre[14].
- No 83 : siège de l'Institut national du travail, de l'emploi et de la formation professionnelle (INTEFP) au début des années 1970[15].
- No 91 : siège de la société de gestion Amundi.

## Galerie

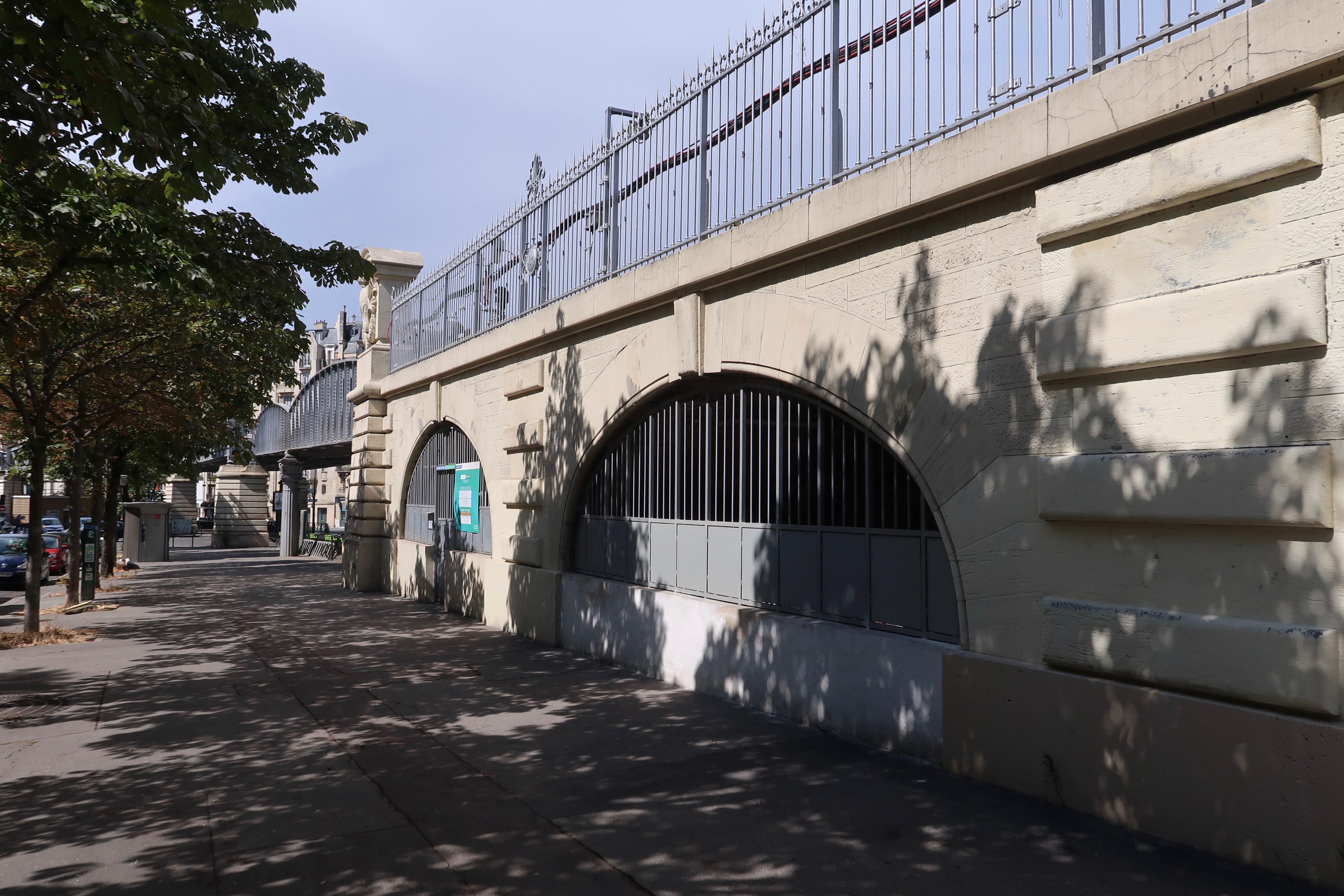
Le métro aérien en 2020.
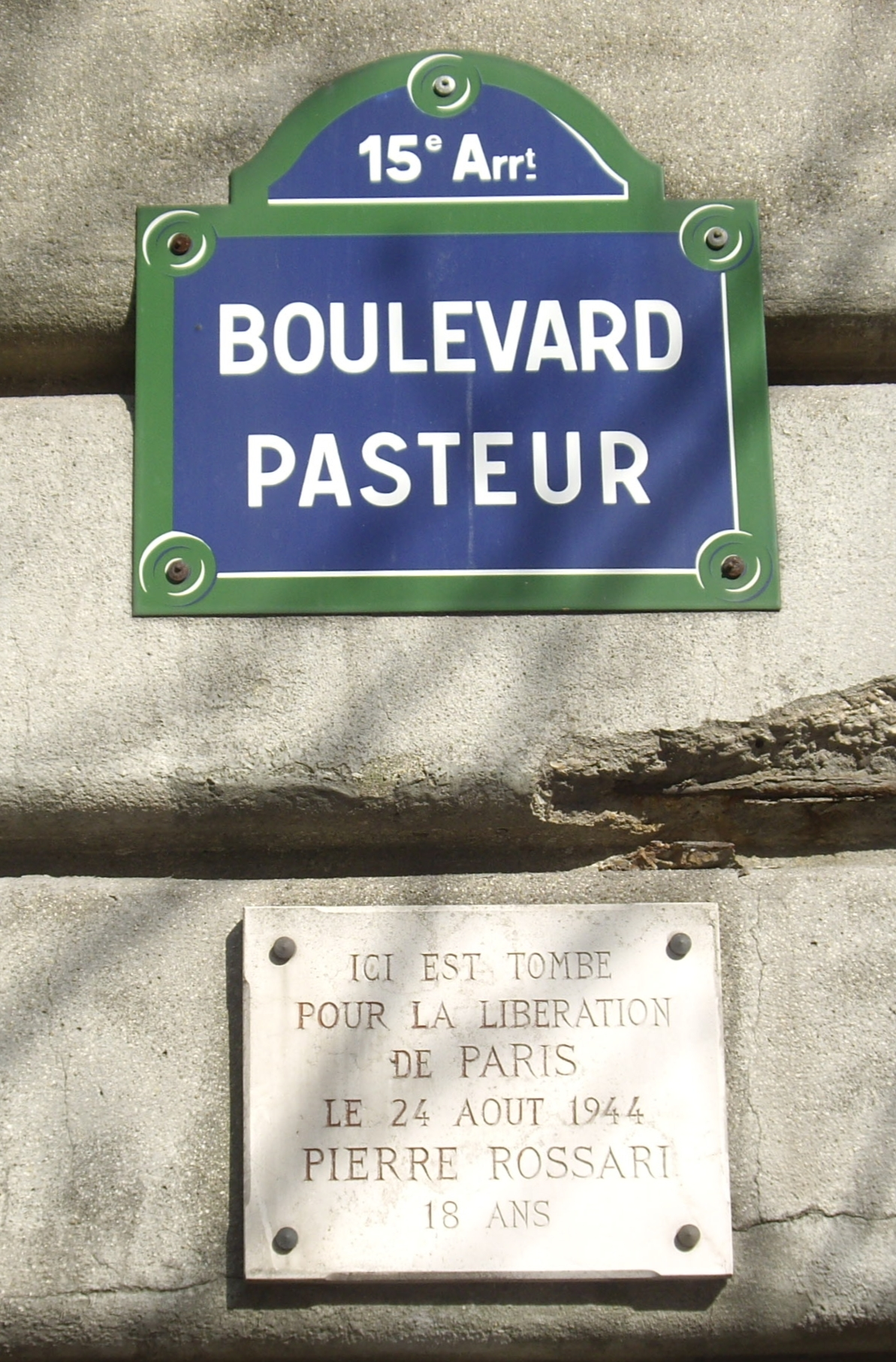
Plaque en hommage à Pierre Rossari.
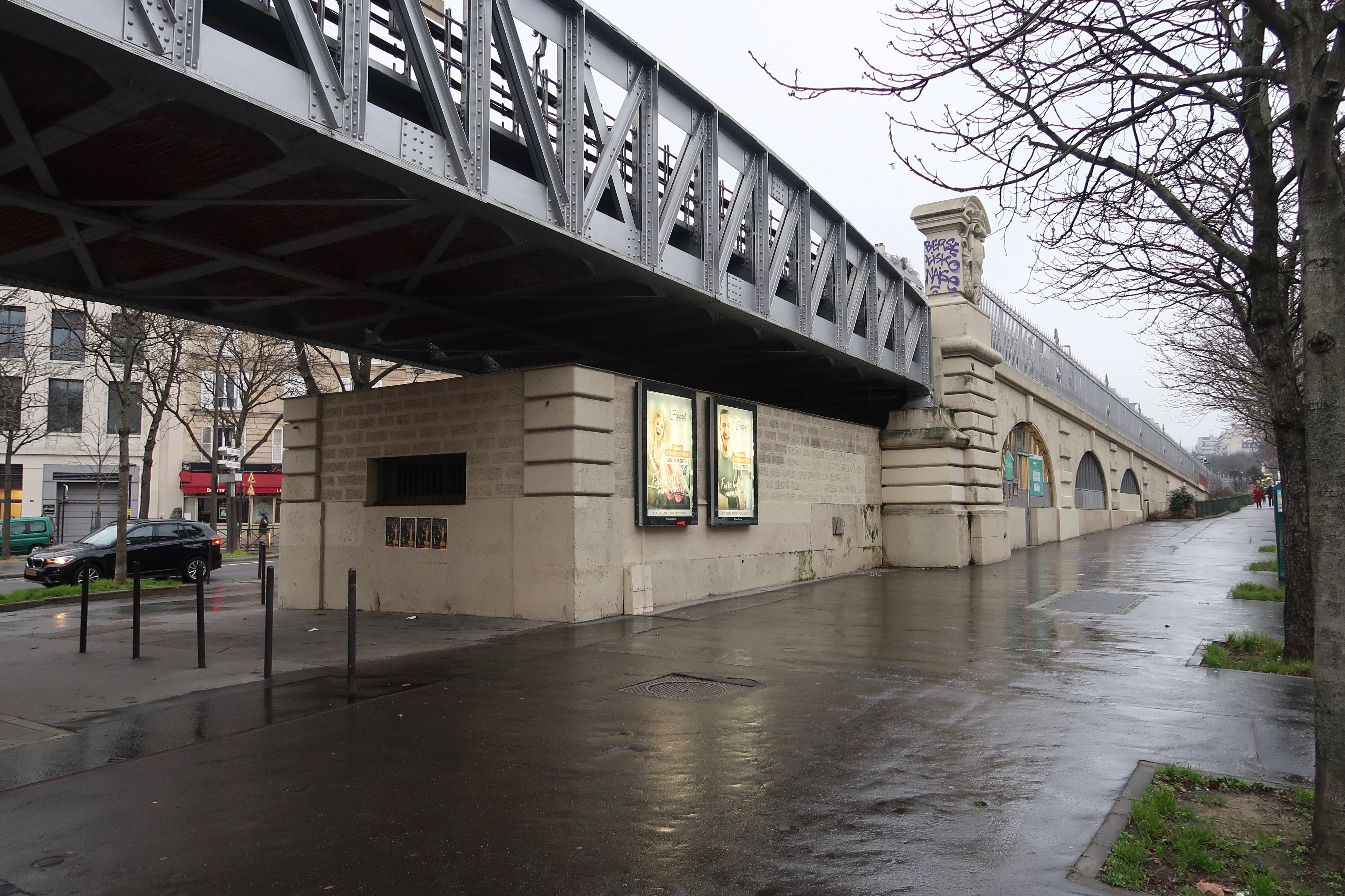
Métro aérien par temps de pluie en 2019.
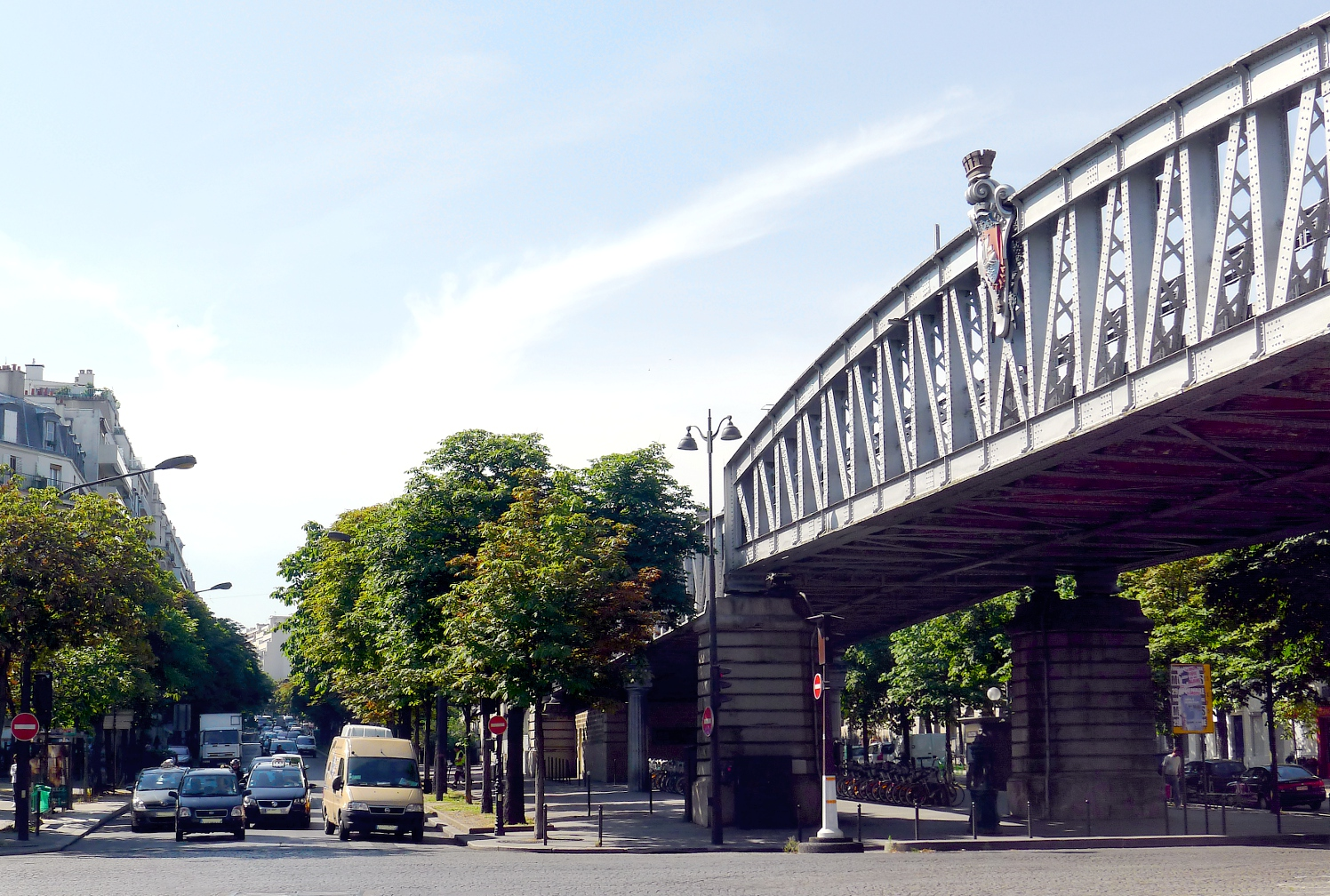
Le viaduc ferroviaire de la ligne 6.
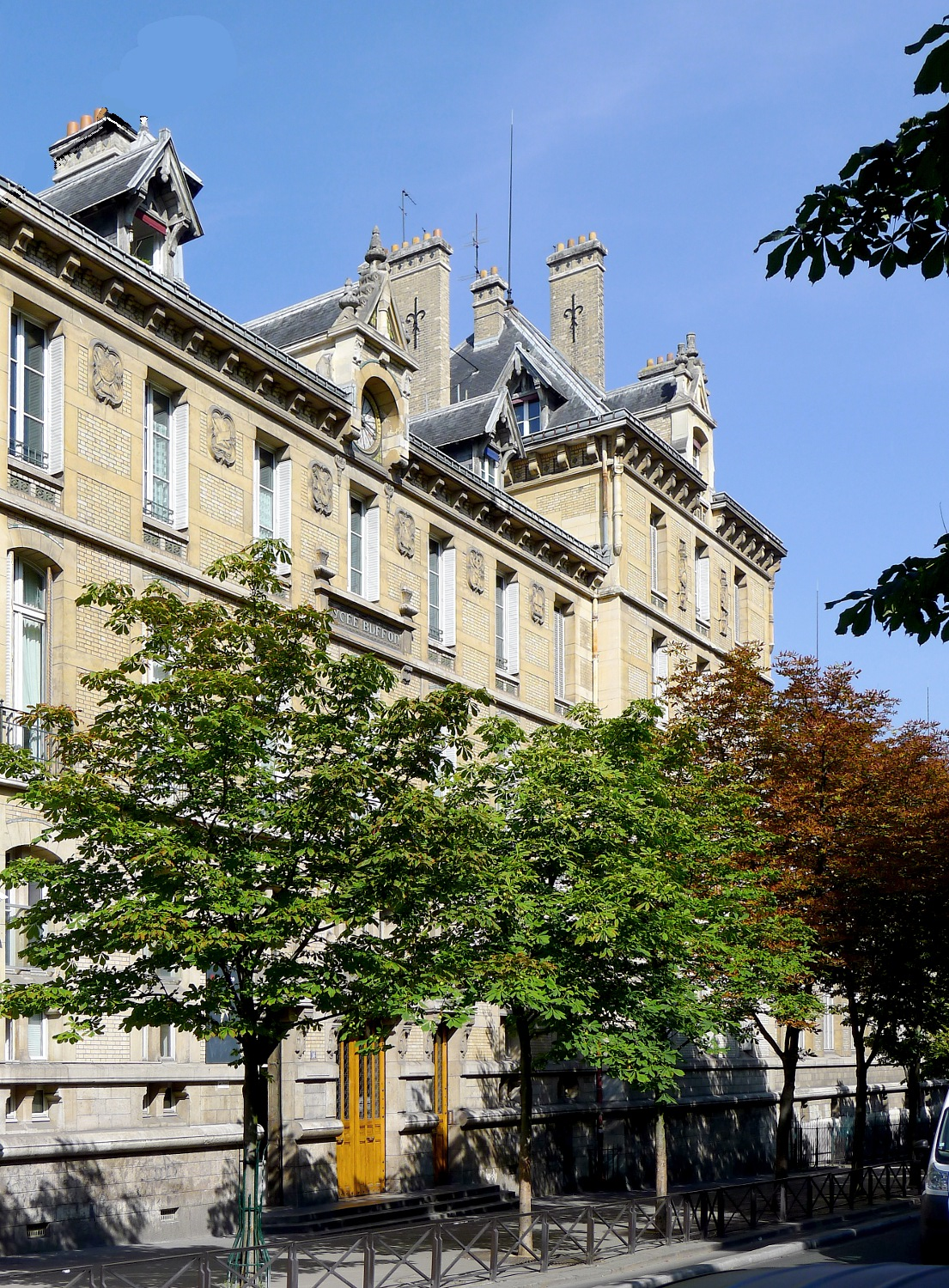
Le lycée Buffon.
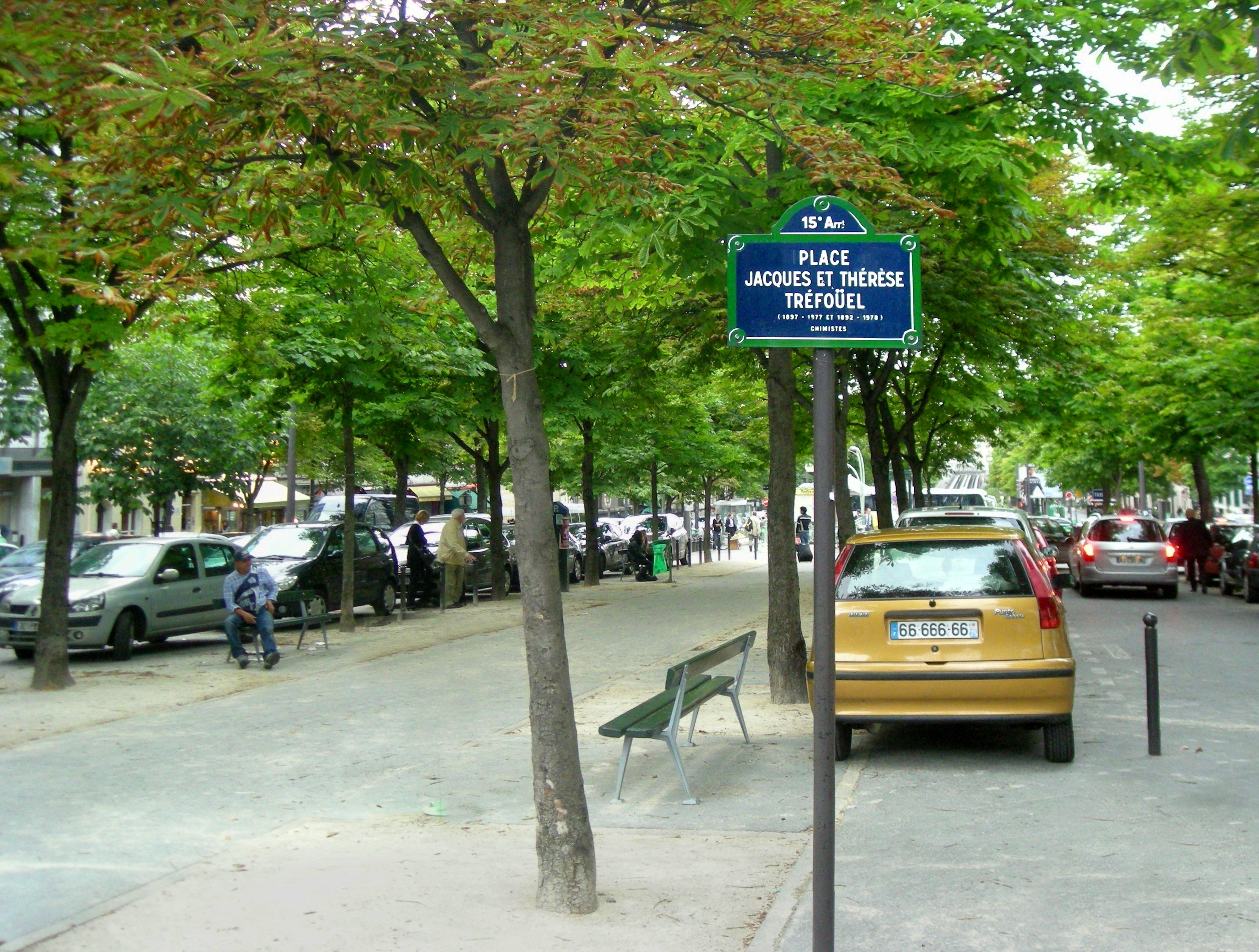
Place Jacques-et-Thérèse-Tréfouël.
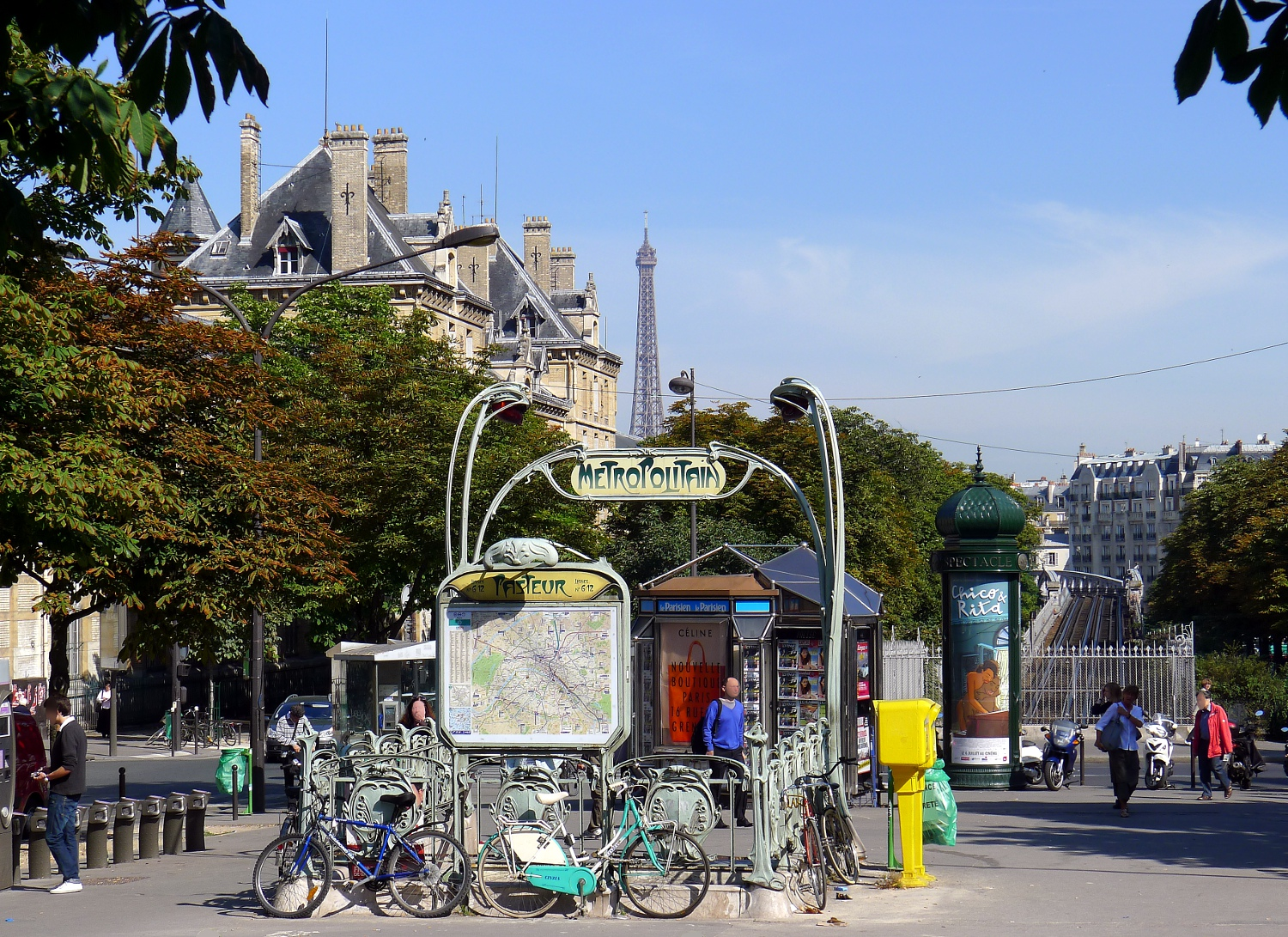
Station de métro Pasteur.